# Староиндийское начало
Староиндийское начало (дебют Бенко) — шахматный дебют, начинающийся ходом 1. g2-g3; относится к фланговым началам. В шахматной практике встречается с XIX века; в книге приводится партия матча между шахматистами городов Мадрас и Хайдарабад (1828), начатая ходами 1. g3 f5 2. Сg2 Nf6 3. c4; «Хандбух» упоминает партию Р. Делож — Л. Кизерицкий (1841), начатую ходами 1. g3 e5 2. Сg2 d5 3. c4. Теоретическое обоснование староиндийскому началу дал Р. Рети, который считал, что сильнейший пункт чёрных в центре доски — пункт d5 — следует немедленно атаковать путём фианкеттирования королевского слона белых. Среди современных шахматистов наиболее ценный вклад в теорию дебюта внёс Б. Ларсен.
Основная трактовка: белые маскируют свои дебютные планы, стремятся перейти к одной из разработанных дебютных систем (например: староиндийская защита, защита Пирца — Уфимцева и так далее) с переменой цвета и лишним темпом; чёрным необходимо внимательно следить за планами белых и своевременно принимать необходимые контрмеры.
Системы, приводящие к известным дебютам с переменой цвета:
а) 1. g3 e5 2. Сg2 d5 3. Кf3 e4 4. Кd4 — защита Алехина
б) 1. g3 d5 2. Кf3 c5 3. Сg2 Кc6 4. d4 — защита Грюнфельда
в) 1. g3 e5 2. c4 Кc6 3. Кc3 Кf6 или 3. …g6 — закрытый вариант сицилианской защиты
г) 1. g3 e5 2. c4 Кc6 3. Кc3 Кf6 4. d3 d5 5. cd К:d5 6. Сg2 Сe6 — вариант дракона (сицилианская защита)
д) 1. g3 d5 2. Сg2 e5 3. d3 Кc6 — защита Пирца — Уфимцева
и так далее.